# Cedusa catasia
Cedusa catasia är en insektsart som beskrevs av Kramer 1986. Cedusa catasia ingår i släktet Cedusa och familjen Derbidae. Inga underarter finns listade i Catalogue of Life.